# آقجبدي
آقجبندي (بالأذرية: Ağcabədi) هي مدينة وعاصمة مقاطعة آقجبدي في أذربيجان. وتقع في الجزء الأوسط من جمهورية أذربيجان.

## المدن الشقيقة
- باطوم، جورجيا
- ريزاه، تركيا

## أعلام
- عزير حاجبايوف